# Chelsea Green
Chelsea Anne Green (ur. 4 kwietnia 1991 w Victorii) – kanadyjska wrestlerka, która od 2018 do 2021 i od 2023 pracuje w World Wrestling Entertainment (WWE) pod panieńskim nazwiskiem. W latach 2016–2018 występowała w Impact Wrestling (IW) pod pseudonimem ringowym Laurel Van Ness, jednokrotnie zdobywając Impact Knockouts World Championship. Karierę zawodniczą rozpoczęła w 2014. Rywalizowała na kanadyjskiej i amerykańskiej scenie niezależnej oraz w Japonii.

## Mistrzostwa i osiągnięcia
- All-Star Wrestling
  - ASW Women’s Championship (1x)[5]
  - ASW Women’s Title Tournament (2015)[6]
- Impact Wrestling
  - Impact Knockouts World Championship (1x)[5]
  - Impact Knockouts Championship Tournament (2017)[7]
- Pro Wrestling Illustrated
  - PWI umieściło ją na 26. miejscu rankingu wrestlerek PWI Top 50 w 2017[8]
- Pro Wrestling 2.0
  - PW2.0 Tag Team Championship (1x) – z Santaną Garrett[9]
- Queens of Combat
  - QOC Tag Team Championship (1x) – z Taeler Hendrix[5]
  - QOC Tag Team Championship Tournament (2017) – z Taeler Hendrix[6]